# الحركة اليمنية الحرة
الحركة اليمنية الحرة هي حركة سياسية قومية نشطة في السياسة اليمنية في شمال اليمن من منتصف الثلاثينيات حتى ثورة سبتمبر 1962، التي بشرت بالجمهورية العربية اليمنية.
بدأت الحركة بمعارضة شديدة وعامة لحكم الإمام يحيى حميد الدين، الحاكم المحافظ الذي كان يشك بشدة في النفوذ الأجنبي ونتيجة لذلك أبقى أرضه معزولة ومحرومة من التكنولوجيا الحديثة. قال ذات مرة: «أفضل أن أبقى أنا وشعبي فقراء ونأكل القش على أن نسمح للأجانب بالدخول إلى بلادي، أو أن نقدم لهم تنازلات، بغض النظر عن الميزة أو الثروة التي قد تنجم عن وجودهم». كان دافع يحيى أبويآ أكثر منه استبداديآ.كان يعتقد أنه بصفته السيد، كانت مسؤوليته حماية الدولة من الكفار والحداثة.
بعد الحربها الحدودية عام 1934، أنتشرت شائعات عن مؤامرة بين ضباط الجيش، نجل الإمام علي وغالب الأحمر من حاشد. في صنعاء وغيرها من المراكز الحضارية، حيث أن بدأ جيل من المثقفين الشباب (المكون من أبناء المسؤولين اليمنيين وكبار ملاك الأراضي، وبعضهم من خريجي مدارس الإمام في صنعاء أو مدرسين لها)، المعروفين باسم الشباب، في النقاش في قضايا اليوم. أصبحت مجموعات القراءة دوائر معارضة، وأصبح الشباب أكثر منتقدي يحيى حماسة.
الإثنان اللذان كانا يتخذان الخطوات العملية الأولى نحو تحويل الاستياء إلى حركة سياسية جماهير كانا محمد محمود الزبيري وأحمد محمد نعمان. كان النعمان في القاهرة منذ عام 1937، يدرس في جامعة الأزهر، ويعمل مع القوميين العرب ويكتب مقالات ومنشورات تنتقد الطبيعة المحافظة للإمامة في اليمن. تضمنت شكاوى نعمان إساءة استخدام السلطة من قبل المسؤولين المحليين، وعدم وجود استئناف مباشر لتقديم التماس إلى الإمام والضرائب الجائرة. لم يطعن نعمان في وجود الإمامة، وفي الواقع أطعم ولي العهد، الذي كان يعتقد أنه يدعم فكرة الإصلاح. وصل الزبيري إلى القاهرة في مارس 1940 وبحث على الفور عن نعمان. على مدار العام التالي، أسس الاثنان الكتيبة الأولى، وهي مجموعة نقاش للمواطنين اليمنيين المهتمين بالإصلاح. كما ساهموا بمقالات في صحف القاهرة.
عاد نعمان إلى اليمن في فبراير عام1941 وتم تعيينة مفتش المدارس الابتدائية لمحافظة تعز من قبل ولي العهد الأمير أحمد بن يحيى، الذي كان محافظًا في ذلك الوقت. وظل الزبيري في القاهرة حيث اكمل المجموعة الحوارية التي أطلق عليها اسم "شباب العمر". بالإضافة إلى ذلك، كتب بيانًا يهدف إلى إقناع الإمام يحيى بفوائد الإصلاح باستخدام الحجج الإسلامية: البرنامج الأول من برامج شباب الأمر بالمعروف والنهي عن المنكر". حيث أن كان للبيان، الذي تأثر بحركة الإخوان المسلمين في مصر، أربعة أهداف عامة: وهي: (1) العودة إلى روح الإسلام النقية. (2) التوسع في التعليم. (3) الإصلاحات الاقتصادية. (4) علاقات أقوى مع الدول الإسلامية الأخرى.
ولكن لم يقتنع الإمام وبدلاً من ذلك كان غاضبآ لدرجة أنه اتهم الزبيري بـ "إهانة الإسلام". وتم تشكيل لجنة من العلماء ووجهاء آخرين لمحاكمة الزبيري لكنهم برأوه. وأثناء المحاكمة وزع أنصار من الشباب في صنعاء منشورات احتجاجا على الاتهامات. حيث قام الامام باعتقال عدد من الشباب. وأدى ذلك إلى المزيد من الاحتجاجات، والمزيد من الاعتقالات. تم إطلاق سراح معظمهم بحلول أبريل 1942، لكن الزبيري لم يُطلق سراحه حتى سبتمبر 1942.
عند الإفراج عن الزبيري أصبح ملحقًا بديوان ولي العهد الأمير أحمد في مدينة تعز. حيث بدأ أحمد غير منزعجا من الحديث عن الإصلاح، لكنه كان أيضًا غير مستقر ومتقلب للغاية. وفي نقاش عام 1944، سمع أحمد وهو يهتف قائلاً: "أدعو الله أن لا أموت قبل أن ألون سيفي بدماء هؤلاء الحداثيين". وقد تسبب الانفجار في قيام نعمان والزبيري ومصلحين آخرين بترك بلاطه والهروب إلى مدينة عدن.